# Роберт Сток (бізнесмен)
Карл Крістіан Роберт Сток (4 квітня 1858, Гагенов — 13 липня 1912, Landkreis Kolberg-Körlin ) — німецький підприємець і піонер у сфері телекомунікацій.

## Біографія
Батько Роберта був майстром-слюсарем, і хлопець навчався цього ремесла в його майстерні. Ставшипідмайстром, Роберт провів три роки в подорожах, як було прийнято, щоб розширити свої навички. З 1878 по 1880 рік він проходив військову службу, працюючи зброярем. Потім повернувся до сімейної майстерні.

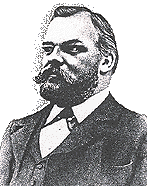
Роберт Сток. 1888 рік

У 1882 році Роберт переїхав до Берліну і влаштувався токарем на верстатобудівний завод, що належав Людвігу Льове. Пізніше став механіком у телеграфній будівельній компанії братів Наґло. Роберт одружився в 1885 році і наступного року знову змінив роботу, перейшовши до іншої телеграфної компанії Mix &amp; Genest. До 1887 року він виробляв веретена за ліцензією Mix & Genest і вже зміг найняти власного механіка. Невдовзі Роберт став виробляти котушки та дзвони під назвою «Deutsche Telephonwerke R. Stock & Co.» — ця фірма досі працює під назвою «DeTeWe».  До 1888 року він мав вісімнадцять співробітників. У 1889 році Роберт знайшов фінансового партнера й незабаром мав 66 працівників. У той час певні типи вимикачів доводилося імпортувати зі Сполучених Штатів — Роберт Сток вирішив їх виготовляти, і до 1893 року у нього було 230 співробітників. Сток був суворим, але платив дуже добре.
Підприємець підтримував тісні стосунки з директором імперської пошти Генріхом фон Стефаном. Завдяки цьому зв’язку він зміг отримати замовлення на нові телеграфні та телефонні офіси в Лейпцигу, Ганновері та Штеттіні. У 1896 році Роберт Сток встановив стенд у павільйоні на Великій промисловій виставці Берліна, щоб ознайомити відвідувачів із можливостями телефонії. Через три роки він перетворив DeTeWe на «Gesellschaft mit beschränkter Haftung» (GmbH, приблизно еквівалент ТОВ); увійшовши до складу наглядової ради. До 1900 року Роберт Сток залишив компанію, пішовши на пенсію у свій приватний маєток «Gut Sophienwalde» (названий на честь його дружини) в Кольберзі.
Однак Роберт був не з тих людей, які залишалися без діла. Йому стало очевидно, що парові плуги, якими користуються місцеві фермери, громіздкі й неефективні. Так, у 1905 році разом з одним зі своїх колишніх інженерів Роберт Сток винайшов моторний плуг із трьома лемешами. У 1909 році він отримав на це патент. До 1911 року його нова компанія «Stock Motorpflug GmbH» виробляла два плуги на день. Компанія працювала під різними назвами та власниками, поки фабрика не була зруйнована в 1943 році, під час Другої світової війни.
Роберт Сток несподівано помер у віці п'ятдесяти чотирьох років від хвороби серця. На його могилі стоїть статуя коваля, створена скульптором Герхардом Яненшем. Іменем Роберта Стока названо вулиці в Гагенові, Шверіні та Аренсфельде. У 1999 році ім'я Роберта Стока було присвячено гімназії в Хагенові.

## Зовнішні посилання
- "Stock-Motorpflug-AG, Historie und Betriebsbereiche Berlin", In: Die Köpenicker Straße(нім.) ( онлайн )